# Giv'at Shmuel
Giv'at Shmuel est une ville d'Israël située dans le district centre.

## Histoire

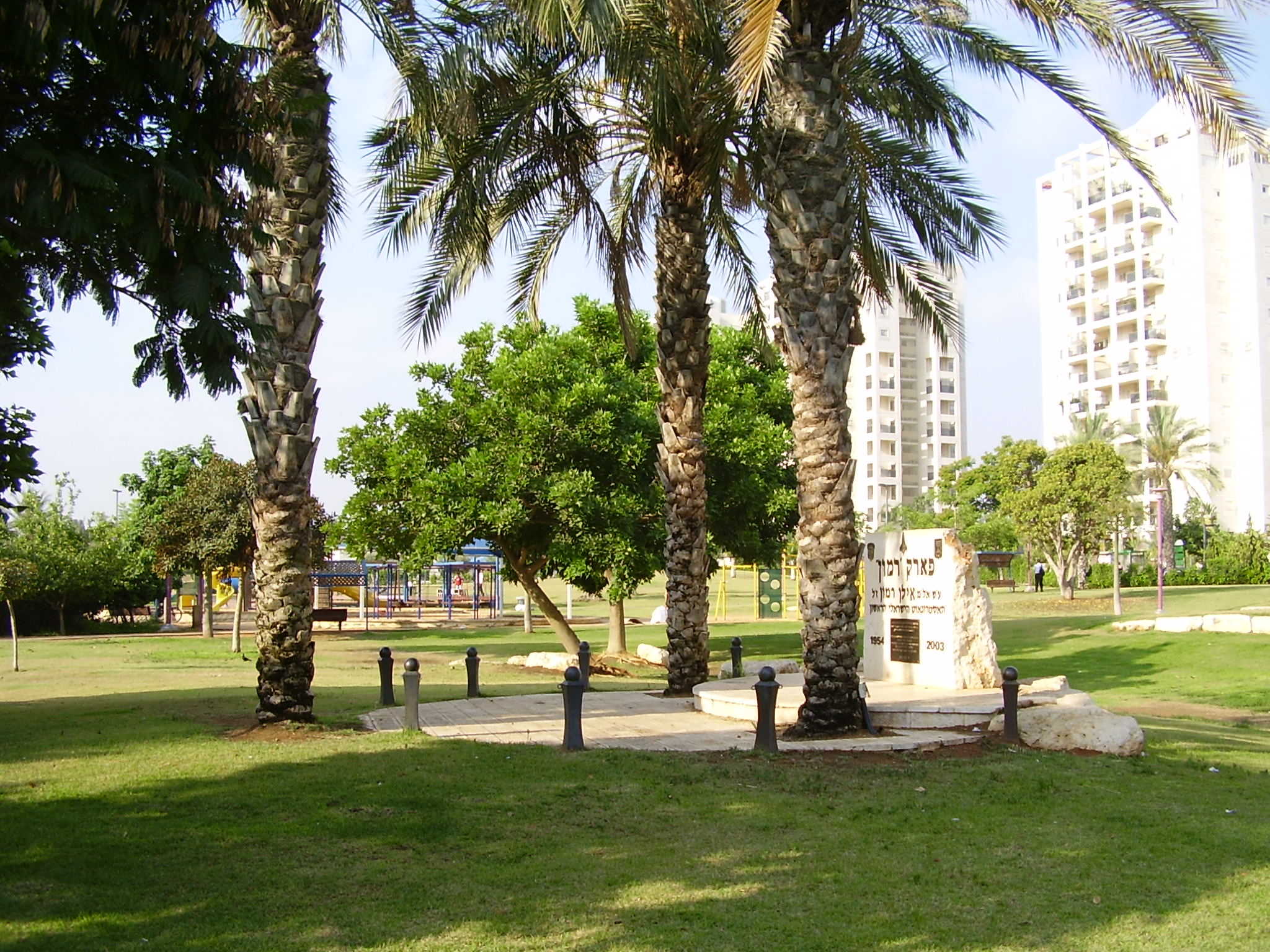
Parc Ilan Ramon

## Jumelage
La ville de Giv'at Shmuel est jumelée avec :
- Stade (Allemagne)
- Gołdap (Pologne)
- Doubna (Russie)